# Terex GmbH
Die Terex GmbH entstand am 1. Januar 2006 aus der Verschmelzung der Terex|O&K GmbH mit den Schwestergesellschaften Terex|Atlas GmbH, Terex|Schaeff GmbH und der Terex-Kaelble GmbH und hatte ihren Sitz in Dortmund. Bis zur Liquidation im Jahr 2012 war die Terex GmbH eine Tochtergesellschaft von Terex Germany GmbH & Co. KG und gehörte damit zum US-amerikanischen Baumaschinenkonzern Terex Corporation. Im Jahr 2007 waren in allen vier Geschäftsbereichen zusammen etwa 1900 Mitarbeiter beschäftigt.

## Geschäftsbereiche
Die in der Terex GmbH verschmolzenen Schwestergesellschaften wurden als eigenständige Geschäftsbereiche weitergeführt. Nachfolgend werden die vier Geschäftsbereiche näher beschrieben:

### O&K
Die Wurzeln der Orenstein & Koppel OHG (O&K) gehen zurück auf das Jahr 1876. Zunächst wurden Feldbahnen produziert; später folgte der Bau robuster Feldbahnlokomotiven. Nach der Jahrhundertwende entstanden erste Eimerkettenbagger, die zunächst aus Holz und ab 1904 „ganz aus Eisen“ gebaut wurden. 1908 wurde der erste Löffelbagger entwickelt. Später kam die Produktion von Schaufelradbaggern und  Hydraulikbaggern hinzu. Am 1. April 1998 übernahm Terex die O&K Mining GmbH und damit die Produktion schwerer Hydraulikbagger für den Tagebergbau des deutschen Traditionsherstellers Orenstein & Koppel.
Der Geschäftsbereich wurde Anfang Februar 2010 an Bucyrus International verkauft, welche im Juli 2011 ihrerseits von Caterpillar übernommen wurde.

### Atlas
Gegründet wurde das Unternehmen 1919 von Hinrich Weyhausen als Landmaschinen-Betrieb. 1936 wurde das Unternehmen unter dem Markenzeichen ATLAS bekannt. 1950 wandte sich das Unternehmen der Baumaschinenfertigung zu und stellte den ersten vollhydraulischen Bagger vor; neben Baggern produzierte Atlas auch leichte Radlader und Lkw-Ladekrane. 1986 wurde ATLAS ein Teil des Firmennamens; aus der Hinrich WEYHAUSEN KG wurde die ATLAS Weyhausen GmbH. 2002 übernahm Terex die Bereiche Bagger und Ladekräne von der Atlas Weyhausen GmbH. Der Bereich Radlader wurde nicht übernommen und ist weiterhin als Atlas Weyhausen GmbH (Markenname Weycor) selbstständig.
Im April 2010 wurde der Geschäftsbereich veräußert und ist damit kein Unternehmen der Terex-Gruppe mehr. Die Gesellschaft firmiert seitdem als Atlas GmbH mit den Betriebsstätten in Ganderkesee (Bagger), Delmenhorst (Krane) und Vechta (Zylinder).

### Schaeff
Die Geschichte der Firma Karl Schaeff begann 1937 als Reparaturbetrieb für Landmaschinen. Später widmete man sich der Konstruktion von Ladegeräten. Innovativ war damals vor allem die Entwicklung der Knickmatik-Technik, die es einem Bagger ermöglichte, zu beiden Seiten der Straße zu arbeiten, da man die Schaufel in einem Radius von 180 Grad betätigen konnte. Zudem produzierte Schaeff Radlader, Baggerlader und Minibagger. 2002 kam Schaeff zur Terex-Gruppe. Am Standort Langenburg wurden Kleinbagger und Radlader gefertigt.
Terex benannte den Geschäftsbereich später in Compact Germany um. 2016 übernahm schließlich das japanische Maschinenbauunternehmen Yanmar den Geschäftsbereich und führte die Marke Schaeff wieder ein.

### Kaelble
Das Unternehmen wurde 1884 in Cannstatt als Reparaturwerkstatt für Gerberei- und Dampfmaschinen von Caroline und Gottfried Kaelble gegründet. Nach dem Umzug von Cannstatt nach Backnang wurden das Unternehmen zum Baumaschinen-, Motoren- und Nutzfahrzeughersteller und vor allem durch seine Zugmaschinen für Straßenroller bekannt.
Im Jahr 2002 kam Kaelble zu Terex. 2007 stellte der Geschäftsbereich die Produktion ein und Schaeff übernahm anschließend im Werk Crailsheim die Produktion und den Vertrieb von großen Radladern unter der Marke Kaelble. 2010 veräußerte Terex das Kaelble-Geschäft an einen konzernfremden Käufer.